# Cyrulik sewilski (opera)
Cyrulik sewilski (wł. Il Barbiere di Siviglia) – opera buffa Gioacchina Rossiniego w dwóch aktach z 1816 roku. Prapremiera: Rzym, Teatro Argentina, 20 lutego 1816. Libretto, napisane przez Cesarego Sterbiniego, oparte zostało na sztuce teatralnej Pierre’a Beaumarchais’go z 1775 roku pod tym samym tytułem. Oryginalny tytuł na premierze: Almaviva o sia L’inutile precauzione – Almaviva, czyli daremna przezorność. Tytuł Cyrulik sewilski (Il Barbiere di Siviglia) pojawił się po raz pierwszy 10 sierpnia 1816 r. w Teatro Contavalli w Bolonii.
Jest to najpopularniejsze dzieło Rossiniego i jedna z najczęściej wystawianych oper. Doskonałe, pełne akcji i humoru libretto łączy się z piękną muzyką, dającą pole do popisu śpiewakom. Szczególnie znana jest uwertura, często grana jako odrębny utwór na koncertach symfonicznych, oraz arie: Largo al factotum, Una voce poco fa i La calunnia (aria o plotce).
Historia jest kontynuowana w Weselu Figara – kolejnej sztuce Beaumarchais’go i operze Wolfganga Amadeusa Mozarta z 1786 roku.

## Historia powstania dzieła
Jeszcze w trakcie pracy nad wystawieniem Torvalda i Dorliski w Teatro Valle książę Francesco Sforza Cesarini, impresario konkurencyjnego Teatro Argentina, zaproponował Rossiniemu skomponowanie opery komicznej. Kontrakt został podpisany 15 grudnia 1815 roku. Kompozytor zobowiązał się za cenę 400 skudów rzymskich napisać w ciągu miesiąca operę do libretta nowego lub starego, wskazanego przez impresaria, przeprowadzić w nim zmiany, jeśli okażą się konieczne dla dobrego wykonania i „wygody panów śpiewaków”, kierować próbami oraz wziąć udział w trzech pierwszych przedstawieniach jako dyrygent orkiestry. Opera miała zostać wystawiona jako druga w stagione (wł. sezonie) zimowym; termin premiery został ustalony w przybliżeniu na 5 lutego. Po wielu trudnościach impresario skompletował jednak zespół dopiero 20 grudnia i przystąpiono do przygotowania opery inauguracyjnej, na którą wybrano Włoszkę w Algierze. Ostatecznie stagione zostało otwarte z dwutygodniowym opóźnieniem 13 stycznia 1816 roku.

### Libretto

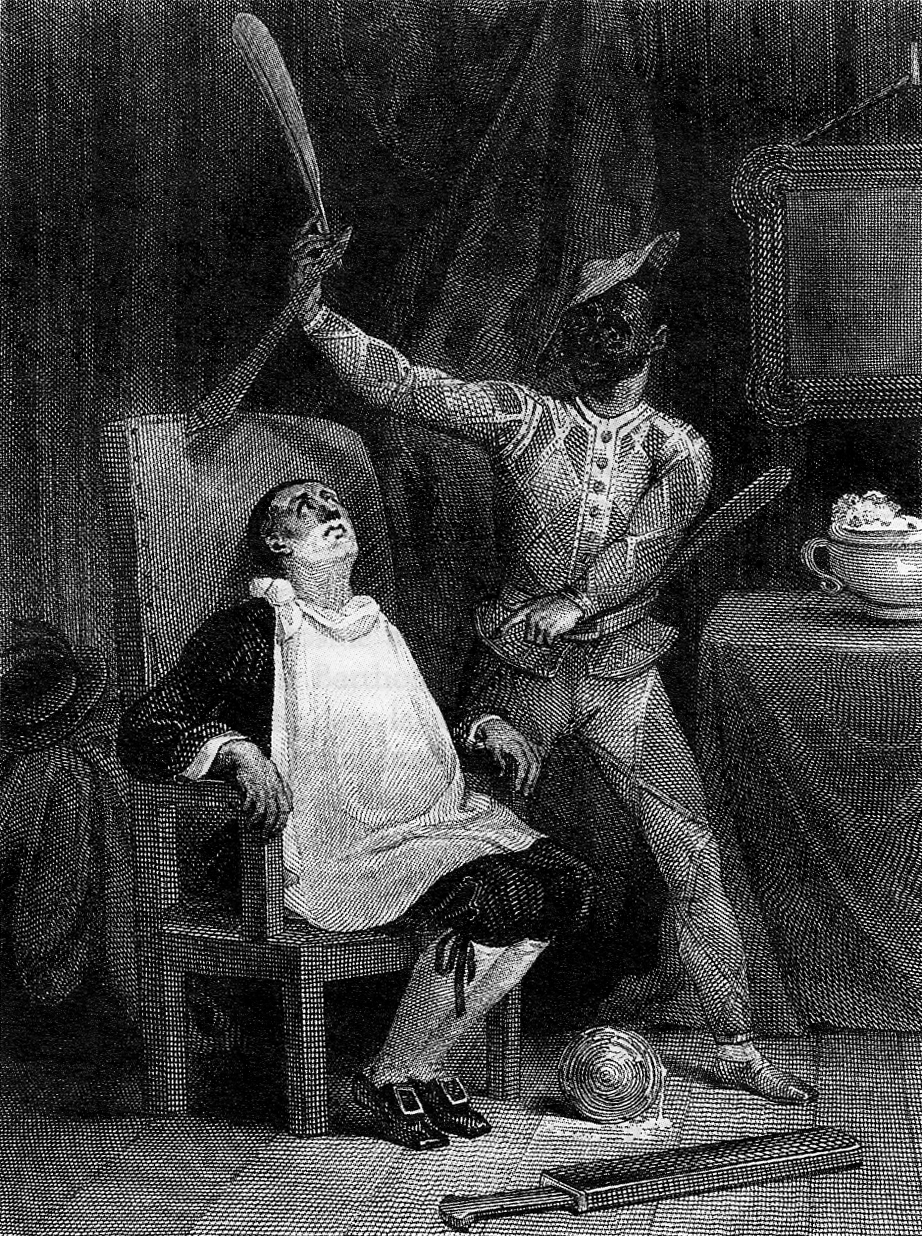
Scena z Cyrulika sewilskiego

Tekst libretta, zamówiony u Jacopo Feriettiego, czołowego ówczesnego librecisty rzymskiego, Cesarini odrzucił jako nonsensowny i zbyt wulgarny. Rossini zaproponował wówczas, by zwrócić się do Sterbiniego, autora niezbyt udanego libretta do Torvalda i Dorliski. Ponieważ czas naglił, książę Sforza Cesarini, rad nierad, zgodził się na niego. Sterbini podjął się zadania, jak sam stwierdził: niechętnie, jedynie na prośbę księcia i nalegania maestro Rossiniego. Zobowiązał się dostarczyć libretto w ciągu 12 dni. Słowa dotrzymał. Rozpoczął pracę 18 stycznia; pierwszy akt ukończył 25, a drugi – 29 dnia tego miesiąca.
Tematu do libretta dostarczyła znana komedia Cyrulik sewilski (Le barbier de Seville) Pierre’a Caron de Beaumarchais (1732-1799). Komedia była wielokrotnie przenoszona na scenę operową. Z licznych adaptacji największy sukces odniósł Cyrulik sewilski Giovanniego Paisiella. Po premierze w Petersburgu opera opanowała wszystkie ważniejsze sceny Europy. W 1785 roku była wystawiona w Warszawie. Gdy Rossini przystępował do pracy, od przeszło trzydziestu lat święciła tryumfy na scenach włoskich. Zważywszy na wielką popularność utworu kompozytora tarenckiego, krok Rossiniego mógł zostać poczytany za objaw zarozumiałości albo nawet zuchwalstwa. Świadom tego Rossini poprzedził libretto Wyjaśnieniem dla Publiczności, w którym zaznaczył, że przez szacunek dla Paisiella zdecydował się dać swej operze tytuł Almaviva ossia la precauzione inutile (Almaviva, czyli daremna przezorność).

### Muzyka
W literaturze przedmiotu panują rozbieżności na temat czasu, jaki zajęło Rossiniemu napisanie muzyki do Cyrulika. D’Ortigue, na podstawie relacji Manuela Garcíi, podaje, że było to osiem dni. Rossini nie umiał dokładnie określić liczby dni. Fétisowi odpowiedział, że dwanaście, Wagnerowi w 1860 roku, że trzynaście. Wydaje się, że skomponowanie i zinstrumentalizowanie 600-stronicowej partytury wymagało więcej czasu. Sterbini rozpoczął pisanie libretta 18 stycznia. Rossini mógł pisać operę na raty w miarę otrzymywania gotowych fragmentów tekstu. 6 lutego dostarczył partyturę pierwszego aktu. 7 lutego rozpoczęły się próby tegoż aktu. Próby aktu drugiego mogły się zacząć, nawet wobec daty premiery pomiędzy 10 a 12 lutego, ponieważ w akcie tym chór występuje dopiero w finale i w rezultacie przygotowanie drugiego aktu wymaga mniej czasu. W zależności od przyjętych założeń przyjmuje się, że napisanie muzyki zajęło Rossiniemu 19–20 lub 24–25 dni.
Pisząc muzykę do Cyrulika Rossini wykorzystał wiele motywów lub całych fragmentów ze swoich wcześniejszych oper, biorąc to co najlepsze. To może wytłumaczyć tempo w jakim powstało dzieło.

#### Zapożyczenia muzyczne
- Z opery Aurelian w Palmirze wykorzystana została uwertura, tak skutecznie, że obecnie kojarzona jest tylko z Cyrulikiem. Rossini wykorzystał ją także w operze Elżbieta, królowa Anglii.
- Melodia z Aureliana, ze sceny w świątyni Izydy z chórem Sposa del grande Osiride (akt I) znajdzie się w cavatinie hrabiego Almavivy Ecco ridente il Cielo.
- także z tej opery, z II aktu z arii miłosnej Arsacesa Non lasciarmi in tal momento jeden temat został włączony do słynnej arii Rozyny Una voce poco fa (część I am docil), a także pojawił się w arii Elżbiety Questo cor ben lo comprende w Elżbiecie, królowej Anglii.
- Początek arii Basilio o plotce La calunnia (pierwszy akt, scena 8) pochodzi również z Aureliana z duetu Arsace – Zenobia. Crescendo tej arii wywodzi się z pierwszego aktu opery Zygmunt, z duetu Władysława i Aldimiry: Perché obbedir disdegni? (Scena 15).
- Chór otwierający pierwszy akt Piano, pianissimo pochodzi z chóru otwierającego drugi akt In segreto a che ci chiami Zygmunta.
- Sekwencja tonów Rozyny do słów Ach, do solo Amor tu sei w duecie Dunque io son (akt pierwszy, scena 9) była już używana w arii Fannì Vorrei spiegarvi il giubilo w operze Weksel małżeński.
- Motyw orkiestrowy fragmentu I confetti alla ragazza w arii Bartolo A un dottor de la mia sorte (akt pierwszy, scena 10) pochodzi z duetu E un bel nodo che due cori z Signor Bruschino.
- Melodię śpiewaną przez Rozynę Dolce nodo avventurato w trio Ah Qual colpo inaspettato! (akt drugi, scena 9) wziął Rossini ze swojej kantaty Egle ed Irene. Pojawiła się tam w słowach Voi che amate, compiangete.
- muzyka burzowa (temporale) (drugi akt, scena 9) była już używana w operze Okazja czyni złodzieja (pierwsza scena) a oparta jest na motywach z burzy w Kamieniu probierczym.
- Rossini wykorzystał też tematy innych kompozytorów: część finału I aktu do słów Mi par d’esser con la testa oparta jest na temacie z finału 2 aktu opery Westalka Gaspare Spontiniego.
- Sekcja Zitti, zitti, piano, piano w trio Ah Qual colpo inaspettato! (akt drugi, scena 9) cytuje arię Simona Schon eilet froh der Ackersmann z oratorium Haydna Pory roku (Die Jahreszeiten)[5]
- Według Geltrude Righetti-Giorgi serenadę Se il mio nome saper voi bramate skomponował jej pierwszy wykonawca Manuel García, a Rossini ją autoryzował.
- Melodia arii Berty – II vecchiotto cerca moglie... przypomina motywy muzyczne z Fantazji Chóralnej C-dur na fortepian, chór i orkiestrę op. 80 Beethovena. Bardzo możliwe, że źródło arii Berty jest jeszcze wcześniejsze. W roku 1775 Wolfgang Amadeus Mozart skomponował Ofertorium Misericordias Domini K222. W utworze tym jest motyw, który następnie pojawia się u Beethovena w drugiej części pieśni Gegenliebe (1794 lub 1795). Potem temat z pieśni jest rozwinięty w Fantazji na fortepian, solistów, chór i orkiestrę c-moll opus 80 (1808). Jest bardzo możliwe, że Rossini znał oba utwory Beethovena. Sam Beethoven jeszcze raz wykorzystał temat w IX Symfonii w słynnej Odzie do radości. Istnieje też mało prawdopodobna legenda, że Rossini zaadaptował do tej arii ludową piosenkę rosyjską, chcąc się przypodobać poznanej w Rzymie pięknej Rosjance[6].

## Losy sceniczne

### Premiera

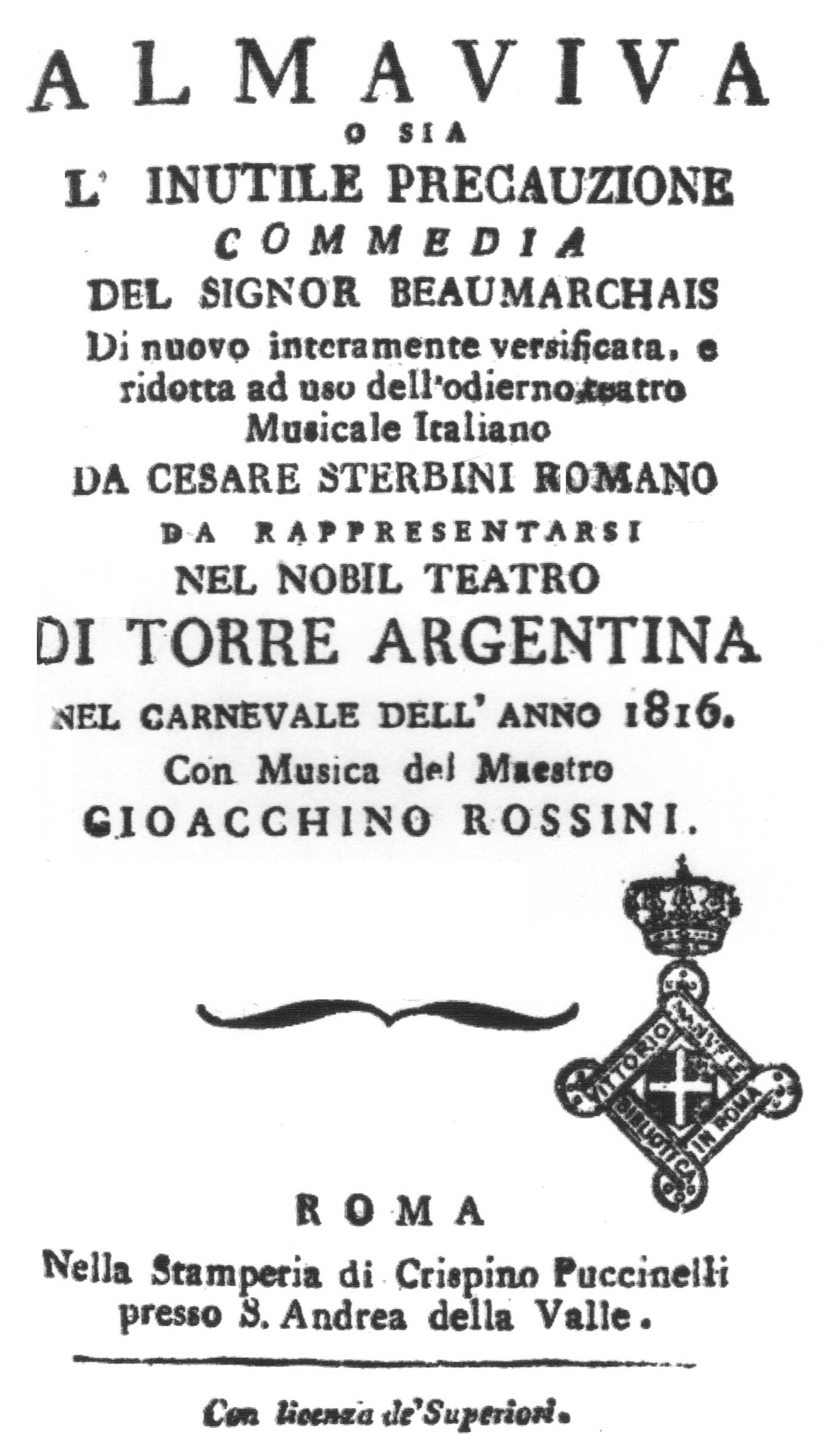
Tytułowa strona oryginalnego libretta

Data premiery długo była kwestią sporną. Żaden rzymski dziennik nie przyniósł bowiem informacji o premierze ani jakiejkolwiek recenzji z opery. Większość autorów wnioskowała z postanowień kontraktu i przyjmowała za datę premiery 5 lutego 1816 roku, ewentualnie 6 lub 16 lutego. Właściwą datę 20 lutego ustalił dopiero muzykolog E. Celani na podstawie odnalezionego diariusza melomana rzymskiego, księcia Agostina Chigi. Datę tę potwierdza diariusz hr. Cesare Gallo z Osimo, obecnego na prawykonaniu Cyrulika.
Premiera opery zakończyła się całkowitym niepowodzeniem. Przedstawienie z trudem dobiegło końca przy akompaniamencie krzyków i gwizdów. Umieszczone na wstępie Wyjaśnienie dla publiczności nie przyniosło rezultatu. Zwolennicy opery Paisiella postanowili dać „zuchwalcowi” z Pesaro nauczkę. Przyszli z pomocą zwolennicy konkurencyjnego Teatro Valle, którzy już wcześniej próbowali doprowadzić do fiaska Włoszki w Algierze.
Rossini starał się uniknąć konfrontacji z dziełem Paisiello zmieniając tytuł na Almaviva o sia L’inutile precauzione i pisząc wstęp do libretta z hołdem dla wcześniejszego dzieła, ale na premierze mu się nie udało. Grupy gniewnych i lojalnych wielbicieli Paisiello postrzegały wersję Rossiniego jako obrazę. W noc premiery, 20 lutego 1816 r., fani Paisiella przyszli do Teatru Argentina, aby siać zamęt i odgrywać się na kompozytorze i obsadzie. Rossini, który miał dyrygować orkiestrą, przyszedł do teatru w orzechowo-brązowym stroju w hiszpańskim stylu, ze złotymi zdobieniami i guzikami. Publiczność przyjęła to gwizdami, drwinami i śmiechem. To zachowanie nadało ton reszcie nocy.

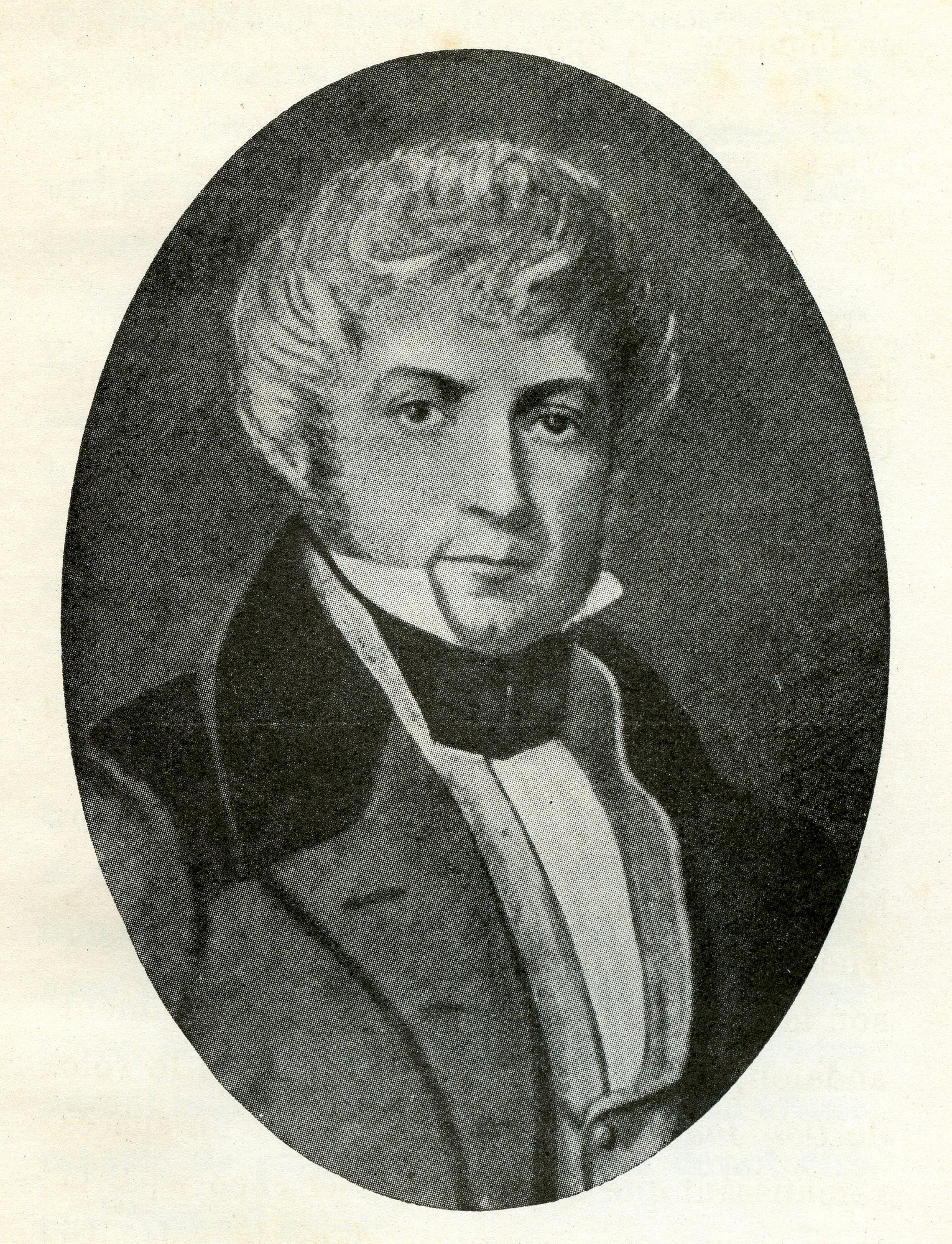
Manuel García – pierwszy wykonawca roli hrabiego Almavivy

Zespół wykonawców nie miał wyrównanego poziomu. Obecny był wielki tenor Manuel García i dobry, chociaż już u schyłku kariery bas-baryton buffo Luigi Zamboni. Rola Rozyny powierzona Geltrude Righetti-Giorgi, przyjaciółce Rossiniego, spotkała się z wyjątkowo negatywnym przyjęciem.
W 1823 r. Righetti-Giorgio, udzieliła słynnej odpowiedzi Cenni di una donna già cantante, sopra il Maestro Rossini .... na krytyczny artykuł Stendhala na temat Cyrulika. W tekście tym wyjaśnia kilka anegdot związanych z Rossinim i podaje ciekawe informacje o nim i jego dziełach. Wyjaśnia także, dlaczego premiera Cyrulika sewilskiego zakończyła się niepowodzeniem. Stwierdziła, że problemy zaczęły się, gdy tenor García zaczął od serenady skomponowanej przez niego i autoryzowanej przez Rossiniego (Se il mio nome saper voi bramate). Okazało się, że gitara była rozstrojona i gdy García dostrajał instrument, publiczność zaczęła się śmiać. Tenor, zirytowany, śpiewał bez entuzjazmu, wywołując jeszcze więcej reakcji na widowni. Nie podobało się też publiczności, że pierwsze wejście Rozyny było bardzo krótkie, w trakcie arii tenora, zamiast zwykłej cavatiny.
Dalej też nie było dobrze.
Śpiewak, Zenobio Vitarelli, który grał Basilia, wszedł na scenę w bardzo oryginalnym makijażu. Został rozproszony przez krzyki i gwizdy, potknął się i upadł na właz, podrapał twarz i prawie złamał nos. Krwawiąc mocno, wyciągnął chusteczkę i podczas śpiewania próbował zatrzymać krew. W rezultacie Vitarelli musiał ustawić się w dziwny sposób, co sprowokowało publiczność do nowej serii okrzyków dezaprobaty i śmiechu. Niedługo potem na scenie pojawił się kot i zmieszał z wykonawcami. Luigi Zamboni, grający postać Figaro próbował go złapać, ale kot wybiegł z jednej strony sceny, po czym wrócił po drugiej stronie, spektakularnie wskakując w ramiona Bartolommeo Botticellego (Dr. Bartolo). Potem kot zeskoczył i pobiegł do Geltrude Righetti (Rosina) i Elisabetty Loyselet (Berta), a te uciekały bo bały się podrapania. Dopiero gdy chórzysta, grający strażnika, podbiegł do zwierzęcia z mieczem, kot uciekł. Publiczność reagowała głośnym miauczeniem. Śpiewacy ledwo mogli skoncentrować się na swoich występach z powodu ciągłego hałasu ze strony widowni. Najgorsze przyszło, gdy Figaro i Rosina zaśpiewali swój piękny duet, który prawie utonął wśród gwaru publiczności. Po pierwszym akcie Rossini począł oklaskiwać aktorów za ich najwyższy profesjonalizm w tak niekorzystnej sytuacji, co wielu widzów odebrało jako afront ze strony kompozytora i podnietę do dalszych ekscesów. Potem Rossini wyszedł. Stwierdził, że jest chory i idzie do domu, do łóżka.

### Dalsze losy
Następnego dnia Rossini nie poszedł do teatru pod pretekstem (udawanej) choroby. Późnym wieczorem przed jego domem zebrały się wiwatujące na jego cześć tłumy, a wielu przyjaciół gratulowało mu Cyrulika. Drugie przedstawienie, wysłuchane w spokoju, zmieniło osąd publiczności, ugruntowany jeszcze przez kolejne, trzecie wystawienie.
W czerwcu 1816 r. zmarł Paisiello. Rossini pomyślał, że może zmienić nazwę swojej opery Almaviva na Il Barbiere di Siviglia, bez publicznej dezaprobaty, zwłaszcza że zwolennicy Paisiello także zaakceptowali triumf Rossiniego nad swoim poprzednikiem. We wrześniu już pod tą nową nazwą opera została wystawiona w Bolonii i tym samym roku jeszcze we Florencji.
Bolonia, Teatro Contavalli, 10 sierpnia 1816. Inscenizacja ta jest szczególnie ważna z punktu widzenia historii opery, ponieważ miały tam miejsce zasadnicze zmiany i główne cięcia, które wpłynęły na spektakle w kolejnych latach. W tej inscenizacji nie występował już Manuel García i rola hrabiego Almavivy została ograniczona. Wycięty został kanon hrabiego Se il mio nome saper voi bramate, prawdopodobnie dlatego, że była to kompozycja Manuela Garcíi. Aria finałowa hrabiego Cessa di più resistere została zaśpiewana przez Rozynę, czyli Righetti-Giorgi, której ta aria tak się spodobała, że wymogła na Rossinim zmianę. Arię Rosiny Contro un cor che accende amore zastąpiono La mia pace, la mia calma - autorstwo Rossiniego nie jest tu pewne. Kompozytor tego utworu zachował tempo di mezzo, tak jak pierwotnie napisał Rossini.
Florencja, Teatro della Pergola, 1816. Chociaż nie ma bezpośrednich i wiarygodnych świadectw dotyczących zaangażowania Rossiniego w tym przedstawieniu, to jest ono ważne ze względu na zastąpienie w niej trudnej arii Bartolo A un dottor della mia sorte przez Manca un foglio, napisaną przez Pietro Romani.

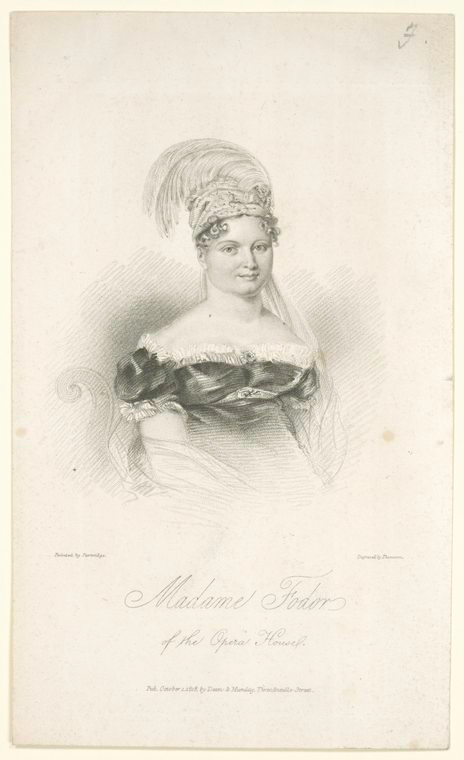
Joséphine Fodor-Mainvielle – pierwsza sopranistka wykonująca partię Rozyny

W 1819 roku w Teatro San Samuele w Wenecji w roli Rozyny została obsadzona sopranistka Joséphine Fodor-Mainvielle. Rossini specjalnie dla niej napisał recytatyw Ma forse, ohimé i arię Ah s’è ver (II akt, scena przed burzą) oraz transponował rolę na sopran.
Premiery na scenach europejskich nie od razu przyniosły Cyrulikowi pełne uznanie. Wiosną 1818 roku opera została wystawiona w Londynie; miejscowa prasa oceniła, że nie ma powodów, aby miała dłużej utrzymywać się przy życiu. Jeszcze gorzej było w Paryżu, gdzie po wystawieniu utworu jesienią 1819 roku krytycy ocenili muzykę jako hałaśliwą i wymuszoną, a operę uznali za artystycznie słabszą od Cyrulika Paisiella. Wyrażając zadowolenie ze wznowienia opery Paisiella, wielki dziennik paryski Le Jouranl des Débats stwierdzał w numerze z 29 października: W ten sposób triumf Paisiella nad jego konkurentem będzie już nie tylko pewniejszy, ale i uroczystszy. Okazało się jednak, że Cyrulik Rossiniego z każdym dniem zyskiwał na popularności, a Cyrulik Paisiella tracił. Na trzecim przedstawieniu teatr świecił pustkami, czwarte nie odbyło się już wcale. Pierwsze przedstawienia Cyrulika Rossiniego w Niemczech również nie przyniosły mu sukcesu, a krytyka uznała utwór za słabszy od Włoszki w Algierze. Stolicą, która przyjęła operę z entuzjazmem był natomiast Wiedeń. Hegel po obejrzeniu Cyrulika w tym mieście we wrześniu 1824 roku pisał do rodziny: Wysłuchałem „Cyrulika” Rossiniego po raz drugi. Widocznie mój gust bardzo się popsuł, skoro ten Figaro wydaje mi się bardziej atrakcyjny od Figara z „Wesela” Mozartowskiego. W Warszawie operę wystawiono w 1825 roku; spotkała się tam wówczas z entuzjastycznym przyjęciem. Piętnastoletni Chopin był pod wielkim wrażeniem opery, a kompozytor Józef Stefani napisał w tym czasie poloneza na tematy z Cyrulika. Cyrulik był pierwszą włoską operą, która miała swoją premierę w Stanach Zjednoczonych, w Park Theatre w Nowym Jorku 29 listopada 1825 r.
W następnych dziesięcioleciach Cyrulik stał się jedną z najpopularniejszych i najczęściej grywanych oper na świecie, przed którą nawet najwięksi przeciwnicy muzyki Rossiniego chylili czoła. Cenili tę operę Beethoven i Schumann, Berlioz i Wagner. Zmiany w muzyce operowej II połowy XIX wieku i zmierzch popularności Rossiniego nie wpłynęły na popularność  Cyrulika. Utwór padł zresztą ofiarą swego sukcesu i ulegał licznym przeróbkom.
Ponieważ rola Rozyny została napisana dla Righetti-Giorgi, która była kontraltem, a wiele sopranistek chciało w niej wystąpić, transponowano ją na wysoki sopran koloraturowy (np. aria Una voce poco fa była wykonywana o pół tonu wyżej: w F-dur zamiast w E-dur). W scenie lekcji śpiewu w II akcie primadonny wykonywały zamiast arii Cara imagine dowolny utwór wedle własnego uznania. Można było usłyszeć arię Królowej nocy z Czarodziejskiego fletu Mozarta, arię  Di tanti palpiti Z Tankreda Rossiniego, Wariacje Procha, Il bacio Arditiego, a nawet Życzenie Chopina. Trudna aria Don Bartola A un dottor della mia sorte już w 1816 roku została zastąpiona w przedstawieniu florenckim przez łatwiejszą do zaśpiewania, choć muzycznie słabą, arię Manca un foglio Pietro Romaniego, która na dobre zadomowiła się na scenach europejskich. Przeróbki dotknęły też partię Hrabiego, a aria finałowa często w ogóle nie była wykonywana. Powrót do źródeł datuje się od lat 50. XX wieku, kiedy pojawiła się cała generacja koloraturowych mezzosopranów. W 1969 roku zostało opublikowane krytyczne wydanie partytury Alberta Zeddy, co pozwoliło na uzgodnienie kolejnych inscenizacji z pierwowzorem. Miarą popularności  Cyrulika jest fakt, że w samym tylko 2008 roku w 65 teatrach operowych na świecie odbyły się 364 przedstawienia prezentujące 76 jego inscenizacji.

## Osoby

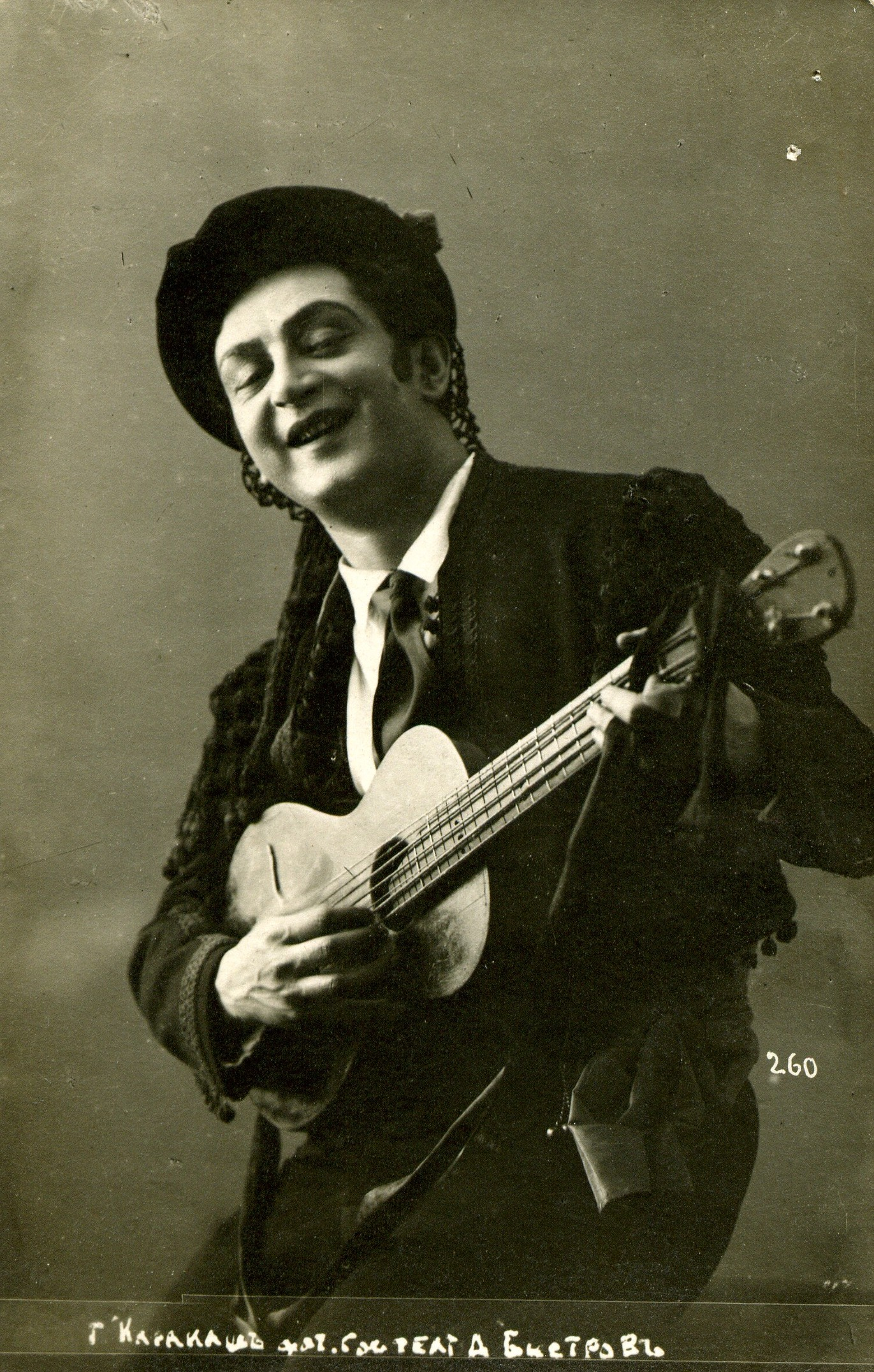
Michał Karakasz w roli Figara

| Rola                                    | Głos              | Aktor z premiery 20 lutego 1816 (dyrygent: Gioachino Rossini) |
| --------------------------------------- | ----------------- | ------------------------------------------------------------- |
| Rozyna, podopieczna Bartola             | kontralt          | Geltrude Righetti-Giorgi                                      |
| Doktor Bartolo, opiekun Rozyny          | bas (basso buffo) | Bartolomeo Botticelli                                         |
| Hrabia Almaviva, wielkorządca Andaluzji | tenor             | Manuel García                                                 |
| Figaro, cyrulik sewilski                | baryton           | Luigi Zamboni                                                 |
| Fiorello, sługa Hrabiego                | bas               | Paolo Biagelli                                                |
| Don Basilio, nauczyciel muzyki          | bas               | Zenobio Vitarelli                                             |
| Berta (Marcellina), służąca Bartola     | sopran            | Elisabetta Loiselet                                           |
| Ambroży, służący Bartola                | rola mówiona      |                                                               |
| Notariusz                               | rola mówiona      |                                                               |

## Treść

### Akt I

#### Odsłona I
Scena 1: Plac w Sewilli. Akcja zaczyna się tuż przed świtem. Z lewej strony dom Bartola z balkonem otoczonym kratą, którą daje się otwierać używając klucza. Fiorello zebrał muzykantów, teraz nakazuje im ciszę („Piano, pianissimo”). Zjawia się hrabia Almaviva przebrany za ubogiego studenta i śpiewa pod balkonem Rozyny (Aria „Ecco, ridente in cielo”). Hrabia na próżno czeka, żeby Rozyna ukazała się w oknie. Kiedy nadchodzi świt, Almaviva płaci muzykantom i każe im się rozejść. Ci dziękują mu za hojność tak hałaśliwie, że Hrabia i Fiorello przerażeni, że ktoś odkryje ich obecność, rozpędzają ich.
Hrabia odprawia Fiorella, ale sam postanawia zaczekać jeszcze chwilę pod balkonem. Słysząc, że ktoś nadchodzi, kryje się.
Scena 2: Zjawia się Figaro, cyrulik, który w popisowej arii „Largo al factotum” opisuje siebie jako człowieka do wszystkich zadań: golibrodę, balwierza, powiernika, swata i posłańca, który musi aż opędzać się od lukratywnych zleceń całego miasta.
Hrabia rozpoznaje w Figarze swojego dawnego służącego i wyjaśnia, że jest tu incognito, zalecając się do pięknej damy, którą ujrzał kiedyś przypadkiem. Figaro informuje go, że dom należy do medyka, którego wychowanicą jest dziewczyna. Zapewnia, że sprawę może załatwić gładko, bo często bywa w tym domu świadcząc liczne usługi jego mieszkańcom.
Scena 3: Rozyna wychodzi na balkon, mając nadzieję ujrzeć zalotnika. Kiedy ten się jej ukazuje, ona próbuje przekazać mu bilecik, ale zapobiega temu pojawienie się na balkonie doktora Bartolo. Doktor pyta jej co za kartę trzyma w ręku. Ona odpowiada, że jest to aria z nowej opery „Zbyteczna ostrożność”, ale kiedy on chce ją przeczytać, Rozyna upuszcza liścik na ulicę. Bartolo schodzi, by go podnieść, ale w tym czasie chwyta go Almaviva i kryje się przed doktorem. Bartolo nie wierzy Rozynie, że arię uniósł wiatr i każe jej wejść do domu i zamknąć balkon. Grozi, że całkiem go zamuruje, potem wraca do domu. Hrabia czyta liścik, w którym Rozyna skarży się na opiekuna, który dręczy ją podejrzeniami i nie spuszcza z oka oraz pyta o imię i zamiary zalotnika. Figaro wyjaśnia Hrabiemu, że zazdrość starca bierze się z tego, że sam chce poślubić swoją wychowanicę. W tym momencie Bartolo wychodzi z domu, zakazując służbie wpuszczać kogokolwiek poza Don Basiliem, nauczycielem muzyki. Postanawia także poślubić Rozynę już dziś wieczorem.
Scena 4: Hrabia słysząc to postanawia działać. Decyduje jednak, że nie ujawni przed Rozyną swego prawdziwego nazwiska, chcąc być kochanym dla samego siebie, a nie dla majątku i pozycji. Przy akompaniamencie gitary Figara śpiewa canzonettę „Se il mio nome saper”, w której przedstawia się jako ubogi student Lindor, który poza szczerym sercem nie może nic zaoferować ukochanej. Rozyna chce odpowiedzieć, ale nagle przerywa, najwyraźniej spłoszona przez kogoś ze służby.
Poruszony Hrabia rozkazuje Figarowi żeby mu pomógł spotkać się z Rozyną. Obiecuje przy tym sowicie go wynagrodzić jeśli wprowadzi go do jej domu. Figaro zapewnia, że sam widok złota bardzo dopomaga jego sprytowi. W duecie „All’idea di quel metallo” wychwalają moc tego kruszcu, a Figaro wpada na pomysł, żeby Hrabia przebrał się za żołnierza szukającego kwatery, bo takiego każdy musi wpuścić do domu, w dodatku by udawał pijanego, bo takiemu nie sposób się sprzeciwić. Hrabia zna pułkownika, dowódcę świeżo przybyłego do miasta regimentu, więc tym chętniej się zgadza. Jeszcze pyta Figara gdzie ma go szukać. Figaro opisuje swój warsztat, który znajduje się blisko, na lewo, pod numerem piętnastym, ma cztery schodki, białą fasadę, pięć peruk w oknie, napis „Doskonałe pomady” i modną wystawę oświetloną latarnią. Rozchodzą się w doskonałych humorach: Hrabia ma nadzieję na powodzenie w miłości, a Figaro na duży zysk.
Fiorello uskarża się na trudy służenia szlachcicowi młodemu i zakochanemu.

#### Odsłona II

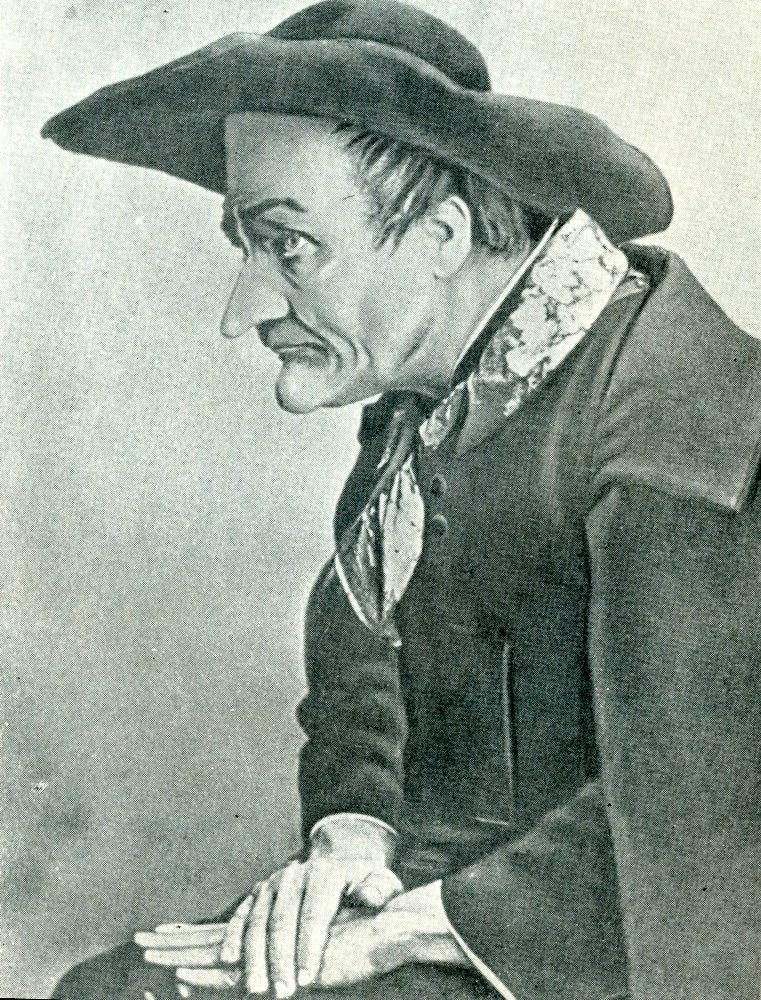
Fiodor Szalapin jako Don Basilio

Scena 5: Akcja przenosi się do wnętrza domu Bartola. W wielkiej arii „Una voce poco fa” Rozyna wyznaje, że postanowiła poślubić Lindora bez względu na sprzeciw Bartola. Mówi, że jest grzeczna, dobrze wychowana i układna, ale tylko do chwili, kiedy ktoś usiłuje ją do czegoś zmusić. Wtedy jest zdolna do wszelkich sztuczek i podstępów. Pisze list do Lindora i ma nadzieję, że dostarczy mu go Figaro, którego widziała w jego towarzystwie.
Scena 6: Wchodzi Figaro, któremu Rozyna skarży się na swoje zamknięcie. Słyszą, że nadchodzi Bartolo i Figaro umyka.
Scena 7: Bartolo jednak wie, że cyrulik tu był i wypytuje Rozynę o czym rozmawiali. Kiedy ona nie chce mu powiedzieć i wychodzi, doktor wypytuje służbę.
Scena 8: Nadchodzi Don Basilio, któremu doktor ufa i któremu wyznaje, że chce jak najprędzej poślubić Rozynę. Dobrze poinformowany Basilio przynosi wieści, że nieznanym zalotnikiem Rozyny jest Hrabia Almaviva. Bartolo prosi go o radę. Basilio uważa, że najlepszym sposobem pognębienia przeciwnika jest rozpuszczenie o nim plotki (słynna aria „La calunnia” porównująca plotkę do burzy zaczynającej się lekkim zefirkiem obmowy a kończącej się niszczącym kataklizmem niesławy). Jednak według Bartola nie ma na to czasu i prosi Basilia o pomoc przy sporządzeniu kontraktu ślubnego. Obaj wychodzą.
Scena 9: Ostrożnie wraca Figaro, potem Rozyna. Figaro informuje ją o zamiarach Bartola. Rozyna pyta kim był młodzieniec, z którym rano widziała Figara. On mówi, że to jego kuzyn, inteligentny i zacny student, który ma tylko jedną, ale za to ogromną wadę: jest zakochany. Rozyna pyta, czy jego ukochana mieszka blisko, on odpowiada, że dwa kroki, ona pyta, czy jest piękna, on mówi, że bardzo i opisuje wygląd Rozyny. Na pytanie o imię udaje, że nie może sobie przypomnieć, w końcu mówi: Rozyna, co nie jest dla niej żadnym zaskoczeniem. Cyrulik mówi, że Lindor chętnie przybyłby, żeby się z nią zobaczyć, ale potrzebuje zachęty w postaci liściku. Rozyna udaje zawstydzoną i przerażoną taką propozycją, ale po namowach Figara wyciąga gotowy bilecik. Figaro jest zaskoczony i rozumie, że z niego żartowała. Rozyna cieszy się z rychłego spotkania z Lindorem. Figaro wychodzi.
Scena 10: Wraca Bartolo i dopytuje Rozynę o czym rozmawiała z Figarem. Ona odpowiada, że o niczym istotnym, poza chorobą małej Marcelinki. Bartolo jednak podejrzewa, że przekazała Figaro liścik – rzekomą arię za „Zbytecznej ostrożności”. Kiedy ona przeczy, pyta, dlaczego ma poplamiony atramentem palec, ona mówi, że go sparzyła i zanurzyła w atramencie, doktor wylicza, że brakuje jednej kartki na biurku, ona tłumaczy, że zawinęła w nią cukierki dla chorej Marcelinki, on pyta, dlaczego zatemperowała pióro, ona mówi, że zaznaczała wzór haftowanego kwiatka. Doktor nie wierzy w jej wykręty i w arii „A un dottor della mia sorte” radzi, by mu nie kłamała i nie próbowała udawać łez, bo on na tych sztuczkach się pozna. Grozi, że ją zamknie w pokoju i zakaże jakichkolwiek odwiedzin. Następnie wychodzi.
Scena 11: Rozyna nie traci nadziei – kobietę łatwo zamknąć, trudniej w zamknięciu utrzymać.
Scena 12: Berta narzeka na wieczne awantury w domu. Uważa, że doktor zbyt pobłaża Rozynie. Nagle rozlega się walenie w drzwi.
Scena 13: Do domu wpada Hrabia przebrany za pijanego żołdaka. Robi raban i zamieszanie, jednocześnie szukając Rozyny. Obraża Bartola, potem chce go ściskać jako kolegę, bowiem, jak twierdzi, sam jest pułkowym felczerem. Następnie pokazuje mu nakaz kwaterunku.
Scena 14: Wchodzi Rozyna, która usłyszała wrzaski. Żołnierz szepcze jej: „Jestem Lindor”, Bartolo każe jej wyjść. Żołnierz chce iść za nią. Rozyna udaje przestraszoną, Bartolo jest oburzony. Wyjaśnia Almavivie, że ma dokument zwalniający go z obowiązku kwaterunkowego. Hrabia próbuje przekazać Rozynie liścik, jednak Bartolo nie spuszcza ich z oka. Kiedy doktor okazuje dokument, żołnierz go odrzuca, oświadczając, że i tak tu zostanie. Bartolo chce go przepędzić kijem, ale Hrabia wyjmuje szpadę, oświadczając, że doktor będzie miał wojnę, skoro o nią prosi i zaczyna wyznaczać pole walki, zbliżając się przy tym do Rozyny. Upuszcza liścik, który ona nakrywa chusteczką i chce podnieść. Zauważa to Bartolo i chce złapać karteczkę, ale uprzedza go Almaviva, który udając, że to recepta, podaje go Rozynie. Bartolo żąda, żeby mu ją pokazała, ale ona już zdążyła zamienić liścik na spis bielizny do prania. Robi się coraz większe zamieszanie: Bartolo i Almaviva chcą się bić, Rozyna skarży się na swój los, Berta i Basilio nie rozumieją co się dzieje.
Scena 15: Wchodzi Figaro i próbuje uspokoić wszystkich, tłumacząc, że słychać ich w całej okolicy. Radzi wściekłemu na Bartola Almavivie, żeby zachowywał się trochę rozsądniej. Znowu rozlega się walenie w drzwi – to przybywa oddział żołnierzy wezwany przez sąsiadów.
Scena 16: Żołnierze próbują zaprowadzić spokój, ale wszyscy uczestnicy kłótni zaczynają się oskarżać nawzajem. W końcu oficer decyduje się aresztować pijanego żołnierza, ale wtedy ten wyciąga jakiś dokument i okazuje go oficerowi. Ten przeczytawszy, zaskoczony, kłania się Almavivie, usuwa się i nakazuje żołnierzom zrobić to samo. Wszyscy obecni aż zamierają ze zdziwienia. Bartolo próbuje jeszcze coś tłumaczyć żołnierzom, ale ci nakazują mu zamilknąć. Akt kończy się tym, że wszyscy wyznają, że nic nie rozumieją, a w głowach im się mąci jakby zamieniły się w kowadła, w które uderzają ciężkie młoty.

### Akt II

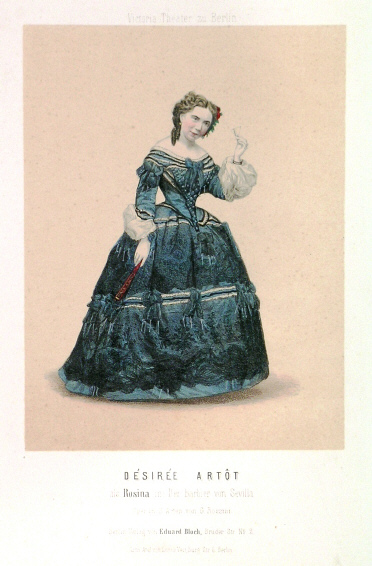
Désirée Artôt jako Rozyna

#### Odsłona I
Scena 1: Pokój do nauki w domu Bartola. Stoi w nim pianoforte. Bartolo podejrzewa, że pijany żołnierz był wysłańcem hrabiego Almavivy, który miał wybadać serce Rozyny.
Scena 2: Wchodzi Hrabia przebrany za nauczyciela muzyki. Swym długim, ceremonialnym przywitaniem i pozdrowieniami irytuje Bartola, który nie może sobie przypomnieć kogo mu gość przypomina. Przedstawia się jako Don Alonso, uczeń Don Basilia, który zachorował i wysłał go w zastępstwie na lekcję do Rozyny. Bartolo chce odwiedzić chorego. Żeby go powstrzymać, Hrabia mówi, że ma dla niego ważne wiadomości i pokazuje mu list Rozyny, informując, że był adresowany do hrabiego Almavivy. Mówi, że Don Basilio nic o tym nie wie, więc lepiej go nie wtajemniczać i proponuje, że sam podczas lekcji muzyki pokaże list Rozynie, żeby ją przekonać, że ma go od kochanki Hrabiego. Bartolo rozpoznaje w tym sposób działania charakterystyczny dla Don Basilia – rozpuszczenie plotki. Kiedy doktor wychodzi, żeby zawołać Rozynę, Hrabia tłumaczy się, że musiał pokazać list, bo inaczej nie spotkałby się z Rozyną.
Scena 3: Rozyna wchodzi z Bartolem. Kiedy widzi Lindora, wyrywa jej się okrzyk, ale tłumaczy, że skręciła nogę. Na pytanie nauczyciela, co chce zaśpiewać, odpowiada, że arię ze „Zbytecznej ostrożności”. Bartolo słucha, Hrabia jej akompaniuje. Aria Rozyny jest w istocie wyznaniem miłości do Lindora i prośbą o wyrwanie jej z rąk „tyrana”. Hrabia, również śpiewając, obiecuje jej ratunek. Aria Rozyny kończy się wyrażeniem nadziei na szczęście w miłości. Bartolo chwali jej głos, ale aria mu się nie podoba. Woli dawne arie w stylu śpiewaka Cafariello – zaczyna śpiewać o miłości do Rozyny (wyjaśnia, że w oryginale była Giannina) i tańczyć menueta. Wchodzi Figaro i nie zauważony przez doktora przedrzeźnia go.
W końcu Bartolo zauważa Figara. Cyrulik przyszedł go ogolić, ale Bartolo uważa, że to nieodpowiedni moment. Figaro nie zgadza się na przeniesienie wizyty na następny dzień, wyliczając swoje rozliczne zobowiązania. Udaje obrażonego, więc Bartolo w końcu się zgadza i prosi, żeby przyniósł potrzebne do tego rzeczy z innego pokoju. Daje mu na chwilę klucze, ale zmienia zdanie i sam idzie. Figaro dowiaduje się od Rozyny, że w pęku kluczy, które ma Bartolo jest też klucz do kraty na balkonie. Bartolo znowu zmienia zdanie – wraca, bo boi się zostawiać cyrulika z Rozyną. Znowu daje mu klucze, prosi, żeby niczego nie dotykał i szeptem informuje domniemanego Don Alonsa, że to Figaro nosił bileciki Hrabiego. Odgłosy tłukącej się porcelany wywabiają Bartola z pokoju. Rozyna zostaje sama z Hrabią. To daje im czas na szybkie i szybko przyjęte oświadczyny. Wracają wściekły Bartolo i Figaro. Cyrulik tłumaczy, że w korytarzu było tak ciemno, że niechcący stłukł część zastawy stołowej, pokazując jednocześnie Almavivie, że ukradł klucz do kraty. W końcu przystępuje do golenia doktora.
Scena 4: Niespodziewanie zjawia się Basilio, ku zdziwieniu Bartola i niezadowoleniu reszty. Doktor zapytuje go o zdrowie, choć Figaro próbuje odwrócić jego uwagę. Basilio nie rozumie o co chodzi doktorowi. Hrabia odciąga Don Bartola i tłumaczy, że koniecznie trzeba się pozbyć Basilia, który może popsuć intrygę z listem. Potem pyta Basilia dlaczego wychodzi z domu z gorączką. Razem z Figarem wmawia w niego chorobę. Jako lekarstwo zaś proponuje pełną sakiewkę. Basilio nic nie rozumie, ale pieniądze przyjmuje. Wszyscy razem radzą mu natychmiast iść do domu i położyć się do łóżka („Buona sera, mio signore”). Basilio trochę się ociąga, czuje, że ktoś coś knuje, ale w końcu, nieomal wypchnięty, wychodzi.
Scena 5: Figaro przystępuje do golenia doktora, ustawiając się tak, żeby ten nie widział dwojga kochanków, udających, że uczą się muzyki. Hrabia umawia się z Rozyną, że przyjdzie po nią o północy, a potem uciekną razem przez balkon. Kiedy Bartolo zaczyna się interesować tym o czym rozmawiają, Figaro odwraca jego uwagę, mówiąc, że coś mu wpadło do oka. Jednak kiedy Hrabia chce wyjaśnić Rozynie, że przekazał jej list Bartolowi, ten się orientuje o czym rozmawiają i wpada we wściekłość. Wszyscy próbują go uspokoić, ale bez skutku, więc uciekają przed jego gniewem.
Bartolo jest zły na siebie, że dał się podejść. Wysyła służącego Ambrogia po Don Basilia, a Bercie każe pilnować drzwi. Jednak zmienia zdanie, bo nie ufa już nikomu i sam postanawia pełnić straż.
Scena 6: Berta narzeka na podejrzliwość pana, która powoduje wieczne kłótnie i niezgodę w domu. W arii „Il vecchiotto cerca moglie” dziwi się jak miłość odbiera rozum, każąc starcowi starać się o względy młodej dziewczyny. Zauważa, że ją samą czasem dopadają miłosne tęsknoty, ale nikt jej już nie chce, więc zostaje sama, zrozpaczona.

#### Odsłona II
Scena 7: Przybył Don Basilio i wyjaśnia, że nie zna Don Alonsa, który podawał się za jego ucznia. Bartolo jest pewien, że był on wysłannikiem Hrabiego. Don Basilio sądzi, że mógł to być Hrabia we własnej osobie, nie przyznając się, że każe mu tak przypuszczać ciężka sakiewka, którą od niego otrzymał. Doktor mówi, że to już bez znaczenia, bo wkrótce przybędzie notariusz, który udzieli mu ślubu z Rozyną. Basilio w to wątpi, bo po pierwsze szaleje burza, a po drugie notariusz będzie dziś zajęty udzielaniem ślubu siostrzenicy Figara. Bartolo wie, że Figaro nie ma siostrzenicy, więc podejrzewając podstęp, każe Basiliowi sprowadzić natychmiast notariusza.
Scena 8: Bartolo postanawia, że Rozyna zostanie jego żoną nawet jeśli miałby ją zmusić siłą. Jednak wpada mu do głowy inny pomysł. Ma liścik, który nierozważnie wręczył mu Don Alonso. Wzywa Rozynę i użalając się nad nią mówi, że jej ukochany okłamał ją, bo w rzeczywistości działał na zlecenie hrabiego Almavivy. Na dowód pokazuje pisany przez nią list. Mówi, że Figaro i Lindor mieli ją wtrącić w ramiona Hrabiego. Zrozpaczona Rozyna chce się zemścić i obiecuje poślubić Bartola. Zdradza mu też, że Figaro z Lindorem przybędą o północy i wejdą przez balkon używając klucza, który ukradli. Bartolo postanawia wezwać na pomoc żandarmów. Rozyna zostaje sama.

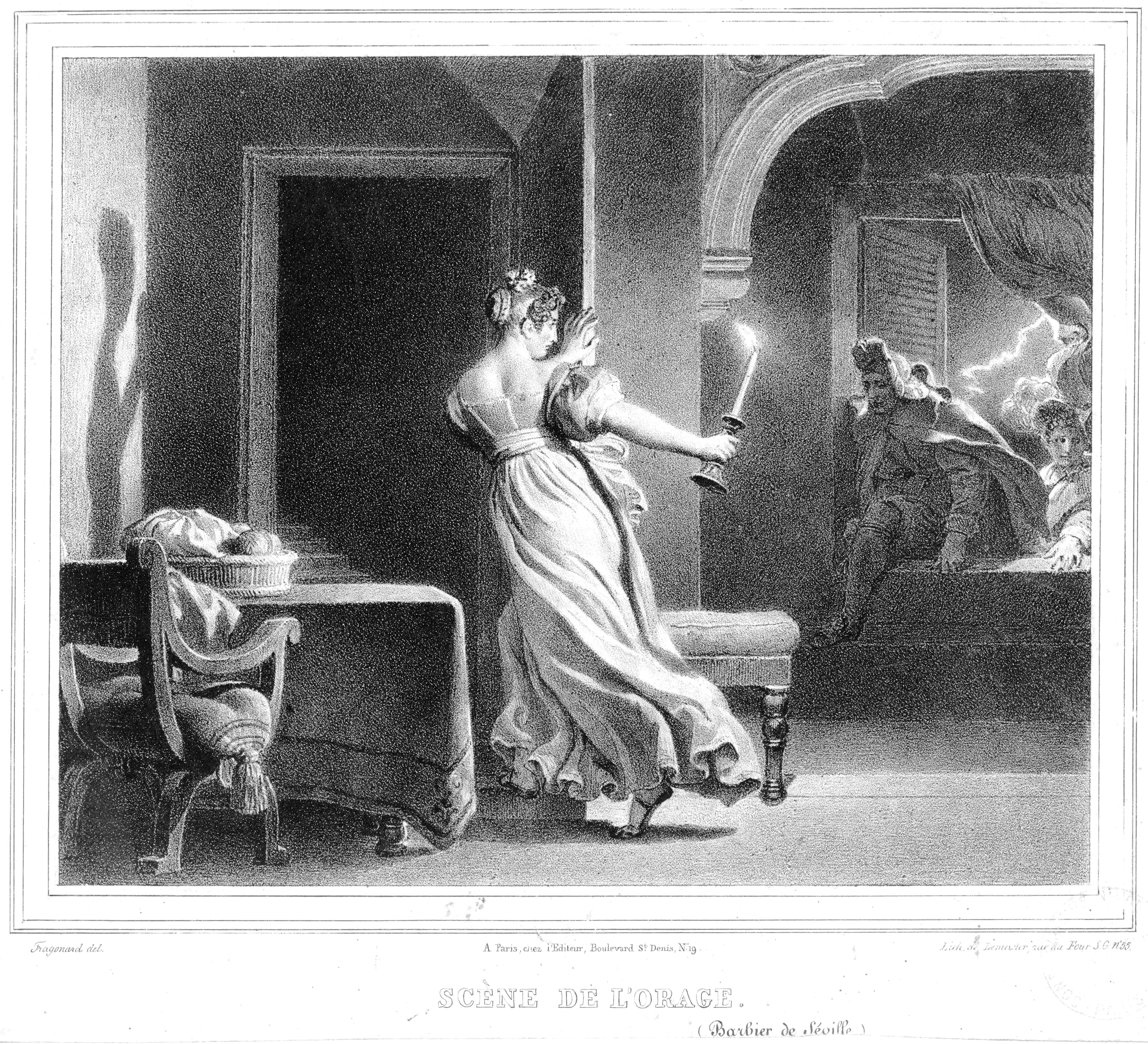
Rossini – Il barbiere di Siviglia – scena burzy

Orkiestrowe interludium ilustrujące burzę.
Scena 9: Po drabinie przystawionej do balkonu wchodzą ubrani w płaszcze Hrabia i Figaro. Figaro trzyma lampę. Hrabia narzeka na pogodę, ale Figaro zwraca uwagę, że jest ona w sam raz dla zakochanych. Dostrzegają Rozynę. Hrabia zwraca się do niej czule, ale Rozyna obrzuca go wyzwiskami, oskarża, że wykorzystał jej naiwność. Hrabia i Figaro są zaskoczeni. Rozyna zarzuca Lindorowi, że chciał ją wykraść dla hrabiego Almavivy. Ten słucha tego z radością, bo jest już pewien, że dziewczynie nie zależy na majątku i zaszczytach. Odrzucając płaszcz ujawnia bogaty strój i przedstawia się jako hrabia Almaviva. Rozyna jest zdumiona i szczęśliwa, hrabia jest równie szczęśliwy, a Figaro uważa, że to wyłącznie jego zasługa. Jednak Rozyna waha się, czy jest godna Hrabiego. On odrzuca jej wątpliwości i prosi ją o rękę. Oboje pogrążają się w czułych wyznaniach i nie zważają na cyrulika, który radzi pośpiech. Figaro zauważa zbliżających się do domu ludzi z latarnią. Wszyscy postanawiają uciekać („Zitti, zitti, piano, piano”), ale okazuje się, że ktoś zabrał drabinę spod balkonu.
Scena 10: Wchodzi Don Basilio prowadząc notariusza. Figaro przejmuje inicjatywę, mówiąc notariuszowi, że wezwał go by udzielił ślubu jego siostrzenicy i hrabiemu Almavivie. Gdy Basilio próbuje protestować, hrabia daje mu wybór: piękny pierścień albo kulka w łeb. Basilio wybiera pierścień i zgadza się nawet zostać drugim świadkiem obok Figara. Akt małżeństwa zostaje podpisany.
Scena 11: Wkracza Bartolo z żołnierzami, oskarża Hrabiego i Figara o włamanie i każe ich aresztować. Oficer pyta Hrabiego o nazwisko. Ten przedstawia się najpierw jako mąż Rozyny, a potem podaje nazwisko Almaviva. Bartolo jest zdruzgotany. Hrabia zauważa, że na nic zdała się jego podejrzliwość, bo Rozyna jest już jego żoną. Wypomina mu jak źle się z nią obchodził i nakazuje mu zaprzestać protestów. Doktor zarzuca Basiliowi zdradę, ale ten mówi, że Hrabia przekonał go nieodpartymi argumentami. Bartolo żałuje, że usunął drabinę spod balkonu, bo w ten sposób tylko przyspieszył ślub. Figaro komentuje, że to jest właśnie „Zbyteczna ostrożność”. Doktor, którego Hrabia zapewnił, że może zatrzymać sobie posag Rozyny, w końcu godzi się z rzeczywistością i udziela nawet błogosławieństwa nowożeńcom. Następuje radosny finał, w którym wszyscy wychwalają miłość i wierność, a Figaro uznaje, że doprowadziwszy sprawę do szczęśliwego końca może już zgasić swoją latarnię i zakończyć sprawę.

## Numery muzyczne
- Uwertura / Sinfonia

### Akt pierwszy / Atto primo

#### Odsłona pierwsza / Parte prima
Scena 1.
- Wprowadzenie – Fiorello, chór, hrabia Almaviva – Piano, pianissimo...

- Cavatina hrabiego Almaviva z wejściem Rozyny – Ecco ridente in cielo...

- Kontynuacja i dokończenie wprowadzenia – Fiorello, hrabia Almaviva – Ehi, Fiorello?

Recytatyw – Gente indiscreta!
Scena 2.
- Cavatina Figara – Largo al factotum

Recytatyw – Ah, ah! che bella vita!
Scena 3.
Recytatyw – Non è venuto ancor...
Scena 4.
Recytatyw – Povera disgraziata!
Scena 4.
- Canzone hrabiego Almaviva – Se il mio nome saper voi bramate...

Recytatyw – Oh cielo!
- Duet Figara i hrabiego Almaviva – All’idea quel metallo...

Scena 4 bis (scena często opuszczana w inscenizacjach opery).
Recytatyw Fiorello – Evviva il mio padrone!

#### Odsłona druga / Parte seconda
Scena 5.
- Cavatina Rozyny – Una voce poco fa

Recytatyw – Sì, sì, la vincerò!
Scena 6
Recytatyw – Oh buon dì, signorina...
Scena 7.
Recytatyw – Ah disgraziato Figaro!
Scena 8.
Recytatyw – Ah! Barbiere Counte inferno...
- Aria Don Basilio – La calunnia

Recytatyw – Ah! che ne te?
Scena 9.
Recytatyw – Ma bravi! ma benone!
- Duet Rozyny i Figara – Dunque io son… tu non m’inganni?

Scena 10.
Recytatyw – Ora mi sento meglio...
- Aria Bartolo – A un dottor della mia sorte...

- Aria alternatywna z 1816 r. – Bartolo – Manca un foglio, e già suppongo...

Scena 11.
Recytatyw, Rozyna – Brontola quanto vuoi...
Scena 12.
Recytatyw,Berta – Finora in questa camera...
Scena 13.
- Finał pierwszego aktu – trio Hrabia, Bartolo, Rosina – Ehi casa… buona gente...

Scena 14.
- Cd. finału – Trio: Rozyna, Hrabia, Bartolo – D’ascoltar qua m'è sembrato...

Scena 15.
- C.d. finału: scena zbiorowa: Figaro, Bartolo, Hrabia, Rosina, Berta, Basilio, – Alto là! Che cosa accadde, signori miei?

Scena 16.
- Ścisły finał – scena zbiorowa – Figaro, Bartolo, Conte, Rosina, Berta, Basilio, Oficer, Chór – części finału: Fermi tutti, niun si muova...; Guarda don Bartolo!; Ma signor / Zitto tu!; Mi par d’esser con la testa...

### Akt drugi / Atto secondo

#### Odsłona pierwsza / Parte prima
Scena 1.
Recytatyw – Ma vedi il mio destino!
Scena 2.
- Duet hrabiego Almaviva i Bartolo – Pace e gioia il ciel vi dia...

Recytatyw – Insomma, mio signore...
Scena 3.
Recytatyw – Venite, signorina. Don Alonso...
- Aria Rozyny z wejściem Hrabiego – Contro un cor che accende amore...
- Aria alternatywna Rozyny – La mia pace

Recytatyw – Bella voce! Bravissima!
- Arietta Bartolo – Quando mi sei vicina...

Recytatyw – Bravo, signor barbiere...
Scena 4.
- Kwintet – Rozyna, Hrabia, Figaro, Bartolo, Don Basilio – Don Basilio! Cosa veggo! / Buona sera, mio signore...

Scena 5.
Recytatyw – Ah! sgraziato me!
Scena 6.
Recytatyw – Che vecchio sospettoso!
- Aria Berty – II vecchiotto cerca moglie...

#### Odsłona druga / Parte seconda
Scena 7.
Recytatyw – Dunque voi, Don Alonso...
Scena 8.
Recytatyw – Per forza o per amore...
- Aria alternatywna Rozyny – Ma forse ahime’ Lindoro...ah se è ver

- Temporale – Burza z piorunami – utwór instrumentalny

Scena 9.
Recytatyw – Al fine eccoci qua!
- Tercet Rozyny, hrabiego Almaviva i Figara – Ah! qual colpo...

Recytatyw – Ah disgraziati noi! come si fa?
Scena 10.
Recytatyw – Don Bartolo, don Bartolo.
Scena 11.
Recytatyw – Fermi tutti. Eccoli qua...
- Aria hrabiego Almaviva – Cessa più resistere... / Ah il più lieto...  (aria często opuszczana w inscenizacjach opery)

Recytatyw – Insomma, io ho tutti i torti!
- Finał aktu drugiego scena zbiorowa – Sì felice innesto...[21][23]

### Arie alternatywne

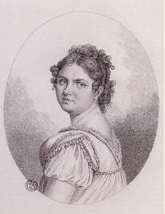
Geltrude Righetti-Giorgi

- Aria alternatywna Bartolo – Manca un foglio, e già suppongo.. została napisana okazji florenckiej premiery Cyrulika (Teatro alla Pergola, listopad 1816) przez Pietro Romani w stylu Rossiniego. Skomponował on zastępczą arię dla A un dottor della mia sorte do słów Gaetano Gasparri ze względu na trudność wykonania arii oryginalnej, zwłaszcza części określanej „najszybszym bełkotem muzycznym”[24][25].

- Aria alternatywna Rozyny La mia pace napisana dla Geltrude Righetti-Giorgi do sceny nauki śpiewu (sc. 3 akt II) do spektakli w Bolonii w 1816 r. zastępując arię Contro un cor[26]. Bardzo rzadko wykonywana. Współcześnie znane jest jej wykonanie przez amerykańską mezzosopran Marilyn Horne[27].

- Arię alternatywną Rozyny Ma forse ahime’ Lindoro...ah se è ver Rossinii napisał w 1819 roku gdy dostosował partię Rozyny do potrzeb sopranu dla Joséphine Fodor-Mainvielle w spektaklach w Wenecji[24][26]. Aria obecnie bardzo rzadko wykonywana. W słynnej adaptacji Cyrulika w Teatro Real Madrid (z Juan Diego Florez) w roku 2005 arię tę wykonywała Maria Bayo. Na płycie z operą, wydanej w roku 1992 przez wytwórnię Deutsche Grammophon arię śpiewała Kathleen Battle[28]. Arię alternatywną wykonywała też Marilyn Horne[29].

- Aria hrabiego Almaviva z finału opery Cessa più resistere z rondem Ah il più lieto była popisowym numerem pierwszego wykonawcy roli Manuela García. Aria ta bardzo się spodobała Geltrude Righetti-Giorgi. Rossini transponował ją na kontralt i w przedstawieniach w Bolonii (premiera 10 sierpnia 1816 r.) śpiewała ją Rozyna. Potem, najczęściej aria ta była pomijana ze względu na trudność jej wykonania. Przełom nastąpił w XXI wieku po włączeniu jej do repertuaru przez Juan Diego Floreza (inscenizacja madrycka z 2005 r.). Obecnie aria jest coraz częściej włączana do kolejnych inscenizacji. Rondo Ah il più lieto Rossini wykorzystał jako podstawę do finałowej arii w operze Kopciuszek[26].

## O operze
Cyrulik sewilski, jedno z najwybitniejszych dzieł w całej literaturze muzycznej, nie ma w sobie nic odkrywczego, operuje wyłącznie tradycyjnymi środkami technicznymi. Harmonika opery nie wykracza poza krąg najpospolitszych akordów, a instrumentacja, również bardzo prosta, jest dostosowana do skromnych możliwości 35-osobowej orkiestry Teatro Argentina, nieco lepszej od orkiestry Teatro Valle, ale znacznie ustępującej neapolitańskiemu zespołowi teatru San Carlo. Podobnie jak w Torvaldzie i Dorlisce Rossini stosuje na szeroką skalę recitativo secco, co stanowi krok wstecz w stosunku do rozwiązań przyjętych w Elżbiecie, czy nawet Tankredzie.
Niewątpliwie w przypadku Cyrulika Rossini dysponował po raz pierwszy i ostatni w swej twórczości naprawdę świetnym librettem. Cyrulik sewilski Beaumarchais’go (w przeciwieństwie do będącego jego kontynuacją Wesela Figara) został pomyślany jako podkład słowny do opery. Beaumarchais wystawił go nawet w formie wodewilu z muzyką opartą na melodiach hiszpańskich. Poza walorami literackimi i scenicznymi, sztuka dawała gotową konstrukcję aktów i scen, którą należało tylko przystosować do specyficznych wymogów widowiska operowego – skracając niektóre dialogi, dodając niektóre nowe epizody i usuwając nieistotne dla akcji refleksje ogólne. Z zadania tego bardzo dobrze wywiązał się librecista Cesare Sterbini. Nie umniejszając znaczenia libretta należy jednak zaznaczyć, że o randze artystycznej opery w ostatecznym rachunku zadecydował jednak geniusz Rossiniego. Komedia Beaumarchais’go była bowiem 12-krotnie opracowywana muzycznie, i choć nie brak wśród tych opracowań dzieł wartościowych, jak opery Paisiella i Morlacchiego, żadne, poza Cyrulikiem Rossiniego nie wytrzymało próby czasu.
Wyjątkowego miejsca Cyrulika Rossiniego nie tłumaczy wyłącznie spontaniczność i bogactwo inwencji czy znakomita charakterystyka dramatyczna, które można znaleźć również w innych utworach kompozytora. W przypadku Cyrulika znakomite libretto znalazło kompozytora, który przez swój temperament, rodzaj i rozległość talentu mógł podołać trudowi jego muzycznego opracowania. Miał też szczęście. Późniejsze Wesele Figara, mimo złagodzenia w ostatnim akcie namiętności i konfliktów pomiędzy bohaterami sztuki, nie rozwiązuje ich wszystkich i ostatecznie nad dalszymi losami bohaterów ciąży niejedna niepokojąca niewiadoma. Pogody Cyrulika nie mąci najmniejsza chmurka. Być może z tego właśnie powodu Rossiniowski Figaro wydał się Heglowi bardziej atrakcyjny od Mozartowskiego. Rossini zresztą, odmiennie od Mozarta, w pełni akceptuje formę neapolitańskiej opery buffa. Wszystkie jej wady i konwencje, nieskończone powtórki tego samego tekstu, długie wokalizy i popisy wirtuozowskie wplata w materię widowiska czyniąc je środkami charakterystyki postaci lub sytuacji scenicznej służącymi wywołaniu efektu komicznego.

## Nagrania

### Audio
W II połowie XX wieku powstało blisko 40 nagrań opery. Do najwybitniejszych należą:
- 1957 – EMI – Maria Callas – Rozyna, Tito Gobbi – Figaro, Luigi Alva – Almaviva, Fritz Ollendorff – Bartolo, Nicola Zaccari – Don Bazylio, Philharmonia Orchestra & Chorus, dyrygent Alceo Galliera. W roku 2014 i w 2020 wydanie remasterowane[32].
- 1959 - RCA Victor - Roberta Peters, Robert Merrill, Cesare Valletti, Fernando Corena, Giorgio Tozzi, Margaret Roggero, dyrygent Erich Leinsdorf, orkiestra i chór Metropolitan Opera[33]. Album był wielokrotnie wznawiany, także w wersji remasterowanej w latach 90 ubiegłego wieku, oraz w roku 2014. Wśród utworów znalazła się rzadko wtedy wykonywana aria hrabiego Cessa Di Più Resistere [34].
- 1962 – EMI – Victoria de los Angeles, Sesto Bruscantini, Luigi Alva.
- 1972 – DG – Teresa Berganza, Hermann Prey, Luigi Alva, London Symphony Orchestra, dyrygent Claudio Abbado, oparte już zostało na wydaniu krytycznym Zeddy.
- 1983 – Philips – Agnes Baltsa, Thomas Allen, Francisco Araiza, Robert Lloyd, Domenico Trimarchi, orkiestra Academy of St. Martin in the Fields, dyrygent Neville Marriner[35].
- 1992 – DG – Kathleen Battle, Frank Lopardo, Plácido Domingo, Lucio Gallo, Ruggero Raimondi The Chamber Orchestra Of Europe, dyrygent Claudio Abbado. Wśród utworów znalazła się rzadko wtedy wykonywana aria hrabiego Cessa Di Più Resistere (wykonanie Frank Lopardo), oraz jeszcze rzadziej wykonywana aria Rozyny Ma forse ahime’ Lindoro...ah se è ver  (wykonanie Kathleen Battle)[28].
- 1993 – EMI – Susanne Mentzer, Thomas Hampson, Jerry Hadley, Bruno Praticò, Samuel Ramey, Orchestra Della Toscana dyrygent Gianluigi Gelmetti[36].
- 2004 – Nightingale Classics – Edita Gruberová, Juan Diego Flórez, Władimir Czernow, Münchner Rundfunkorchester, dyrygent Ralf Weikert, nagranie na żywo w Philarmonie Im Gasteig Monachium w listopadzie 1997[37].

### Video
- 1972 – Film w reż. Jean-Pierre’a Ponnelle’a, wykonawcy: Teresa Berganza, Hermann Prey, Luigi Alva, Enzo Dara, Paolo Montarsolo, Stefania Malagù, London Symphony Orchestra, dyrygent Claudio Abbado, inscenizacja z La Scala[38]
- 1982 – z Glyndebourne Festival w reż. Johna Coxa z Marią Ewing, Johnem Rawnsleyem, Max René Cosottim i Ferucciem Furlanetto w roli Basilia
- 1988 – z Festiwalu w Schwetzingen w reż. Michaela Hampe z Cecilią Bartoli, Gino Quilico, Davidem Kueblerem, Carlosem Fellerem (Bartolo), Robertem Lloydem (Basilio), Chór Opery w Kolonii, Orkiestra Sinfonica Radia w Stuttgarcie, dyrygent Gabriele Ferro, RCA VHS/Art Haus Musik DVD[39]. W Polsce DVD z tym spektaklem, z napisami polskimi wydała Agora w ramach „Biblioteki Gazety Wyborczej” w 2009 r.
- 1992 – z Netherlandse Opera pod dyrekcją Alberta Zeddy w reż. Dario Fo z Jeniffer Larmore, Davidem Malisem i Richardem Croftem
- 2001 – z Zurychu pod dyrekcją Nella Santiego z Weseliną Kacarową, Carlosem Chaussonem i Reinaldo Maciasem[40]
- 2002 – z Opery de Paris w reż. Coline Serreau, pod dyrekcją Bruna Campanelli z Joyce DiDonato, Daliborem Jenisem i Robertem Saccà
- 2005 – z madryckiego Teatro Real w reż. Emilia Sagi, pod dyrekcją Gianluigiego Gelmettiego z Marią Bayo, Ruggero Raimondim i Juan Diego Flórezem[41]